# گری‌سکیرشن
گری‌سکیرشن (به آلمانی: Grieskirchen) یک شهر در اتریش است که در ناحیه گرایسکیرچن واقع شده‌است. گری‌سکیرشن ۱۱٫۷ کیلومتر مربع مساحت دارد ۳۳۵ متر بالاتر از سطح دریا واقع شده‌است.